# Promachus fuscipennis
Promachus fuscipennis là một loài ruồi trong họ Asilidae. Promachus fuscipennis được Macquart miêu tả năm 1846. Loài này phân bố ở vùng Tân nhiệt đới.